# مسابقات جهانی ترامپولین ۱۹۶۶
مسابقات جهانی ترامپولین ۱۹۶۶ سومین دوره مسابقات جهانی ترامپولین است که در لفیت، لوئیزیانا، ایالات متحده آمریکا از ۲۹ تا ۳۰ آوریل ۱۹۶۶ میلادی برگزار شده است.

## جدول مدال‌ها
| رتبه | کشور                | طلا | نقره | برنز | مجموع |
| ۱    | ایالات متحده آمریکا | ۴   | ۱    | ۰    | ۵     |
| ۲    | آفریقای جنوبی       | ۰   | ۲    | ۲    | ۴     |
| ۳    | آلمان غربی          | ۰   | ۱    | ۲    | ۳     |